# Miniopterus majori
Miniopterus majori (Thomas, 1906) è un pipistrello della famiglia dei Miniotteridi endemico del Madagascar.

## Descrizione

### Dimensioni
Pipistrello di piccole dimensioni, con la lunghezza della testa e del corpo tra 112 e 120 mm, la lunghezza dell'avambraccio tra 44 e 47 mm, la lunghezza della coda tra 51 e 60 mm, la lunghezza del piede tra 7 e 9 mm, la lunghezza delle orecchie tra 11 e 13 mm e un peso fino a 12,5 g.

### Aspetto
La pelliccia è lunga e lucida. Le parti dorsali sono nerastre, con dei riflessi brunastri, mentre le parti ventrali sono leggermente più chiare con la punta dei peli brunastra. La fronte è molto alta, il muso è stretto, ricoperto di peli e con le narici molto piccole. Le orecchie sono moderatamente grandi e rettangolari. Il trago è prominente, inclinato in avanti e con l'estremità arrotondata. La coda è molto lunga ed è completamente inclusa nell'ampio uropatagio, il quale è ricoperto sulla superficie dorsale di una densa e corta peluria. Il calcar è privo di carenatura. 

### Ecolocazione
Emette ultrasuoni a basso ciclo di lavoro con impulsi di breve durata a frequenza modulata iniziale di 102 kHz, finale di 46 kHz e massima energia a 52 kHz.

## Biologia

### Comportamento
Si rifugia all'interno di grotte insieme a Miniopterus manavi, Minopterus gleni e Miniopterus sororculus.

### Alimentazione
Si nutre di insetti.

## Distribuzione e habitat
Questa specie è diffusa prevalentemente nella regione degli altopiani centrali del Madagascar, con presenza frammentaria nel resto dell'isola.
Vive in una varietà di habitat dalle foreste umide alle boscaglie spinose ed anche in aree degradate, fino a 1.550 metri di altitudine.

## Conservazione
La IUCN Red List, considerato il vasto areale, l'abilità a vivere in una vasta varietà di habitat, dalle foreste intatte alle zone altamente degradate, classifica M.majori come specie a rischio minimo (Least Concern).